# Escribano
Antiguamente, se llamaba escribano al que por oficio público estaba autorizado para dar fe de las escrituras y demás actos que se desarrollaban ante él. También se encargaba de redactar las cartas y testamentos para la realeza.

## Historia

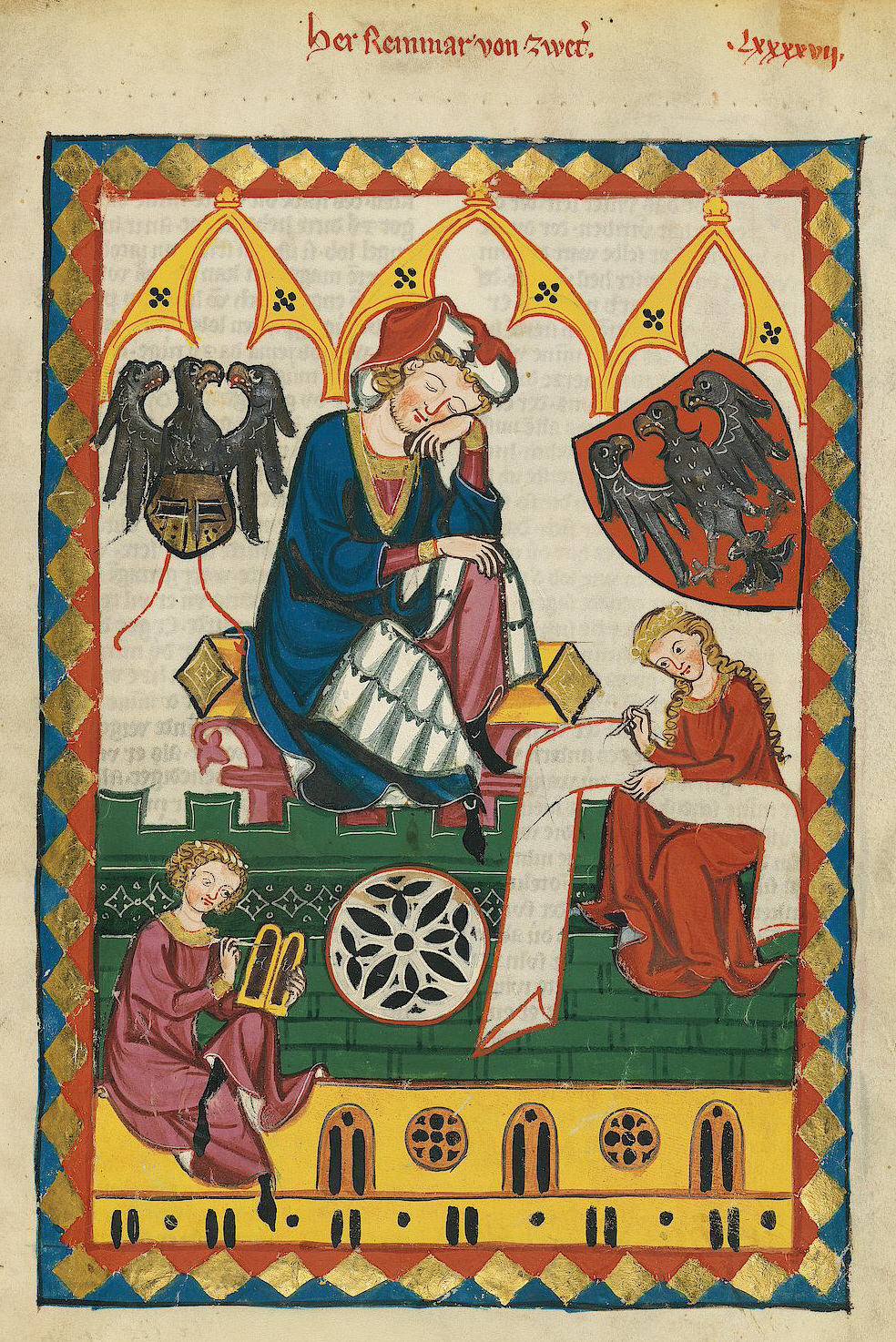
Escriba en el Codex Manesse.

La utilidad de la institución de los escribanos es igual a la importancia y aún necesidad de que se fije y conserve para siempre todo cuanto pasa en los juicios y se estipula en las convenciones. Ya en los pueblos antiguos, se hubieron de crear escribanos, aunque no con la autoridad que tuvieron posteriormente, pues su intervención no daba carácter alguno de autenticidad legal a los contratos, los cuales recibían toda su fuerza del sello de las partes y de los testigos. Tales fueron los escribas de los hebreos, los argentarios de Atenas y otros funcionarios de la misma clase. Los instrumentos que escribían se consideraban escritos privados y para ser validados, debían de presentarlos las partes —con asistencia de cierto número de testigos— al magistrado encargado de ponerles el sello público. Aristóteles en su obra La Política habla de las diversas magistraturas, indispensables o útiles para la sociedad, las menciona como otra clase de funcionarios encargada del registro de los actos que tienen lugar entre los particulares, y de las sentencias dictadas por los tribunales, siendo estos mismos los que deben actuar en los procedimientos y negocios judiciales. A veces esta magistratura se divide en otras muchas, pero sus atribuciones son siempre las mismas. Los que desempeñan estos cargos se llaman archiveros, escribanos, conservadores, o se designan con otro nombre semejante. 
También estuvieron presentes en Roma, aunque la profesión de recibir los otorgamientos de los contratos se denominaba de diferentes formas:
- scribæ, título común a todos los que sabían escribir
- cursores o logographi, porque escribían tan deprisa como se habla
- notarii, porque escribían por notas o minutas
- tabularii o tabelliones, porque escribían en tablillas
- argentarii, para designar a los que no asistían a otros contratos que a las negociaciones de dinero, como las de préstamos o depósitos
- actuarii, para denotar a los que redactaban las actas públicas y las decisiones o decretos de los jueces
- chartularii, para significar a los que reconocían y guardaban los instrumentos públicos.

Cada gobernador de provincia tenía a su lado uno de estos últimos funcionarios para recibir, registrar y sellar los actos, como las emancipaciones, adopciones, manumisiones y testamentos. Todos los referidos eran ministros de los magistrados y todos redactaban los contratos y las sentencias. Los notarios escribían sus notas y las pasaban a los tabeliones, que eran los únicos que tenían derecho de extender el instrumento sobre estas notas consideradas como simples borradores o minutas.
La profesión de los escribanos era por su naturaleza tan delicada como honorífica y respetable, puesto que en ellos estaba depositada la fe pública. Así es que los griegos no admitían para ejercerla sino a sujetos distinguidos por su lealtad, rectitud y ciencia. No la estimaron en tanto los romanos, quienes, para que nada costase al público la redacción de los contratos y los procesos, confirieron el encargo de cumplir estas funciones a los esclavos pertenecientes al cuerpo de cada ciudad, hasta que los emperadores Arcadio y Honorio las erigieron en cargos públicos que debían desempeñar gratuitamente por turno los ciudadanos y que, llegando a ser demasiado gravosas, hubieron por fin de darse como plazas o empleos a empleados ministeriales adictos a los presidentes y gobernadores de provincias.

### Los escribanos en España

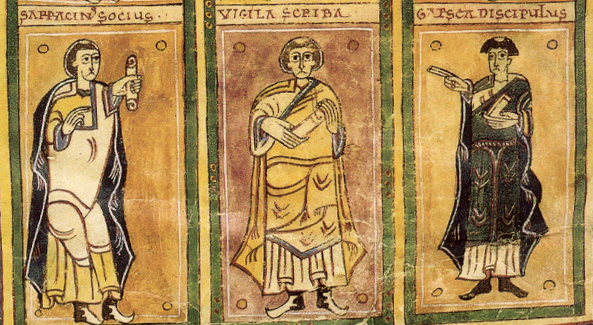
Escribas en el Codex Vigilanus, año 976 d. C.

En España, se celebraban antiguamente los contratos ante algún sacerdote, monje o religioso con asistencia de varios testigos de todas clases. El sacerdote redactaba la escritura y la firmaban todos los testigos o los que sabían por los que no sabían, estampando además el sello de sus armas o blasones los que lo usaban y aún algunas veces se hacía todo en presencia de la justicia. Esta costumbre duró hasta los tiempos del rey Alfonso el Sabio, quien con acuerdo de los tres estados o brazos del reino, creó los escribanos públicos, a los que dedicó el Título XIX de la Tercera Partida y dispuso que en cada pueblo, cabeza de jurisdicción, se estableciese cierto número de ellos para autorizar las escrituras o instrumentos con asistencia de dos o tres testigos, señalándoles ciertos derechos por su trabajo. Se adoptaron también entre los españoles las denominaciones de los romanos y así se ha llamado a los escribanos tabeliones y cursores, no precisamente porque hayan escrito tan aprisa como se habla, sino por la celeridad con que han debido practicar las diligencias que por los jueces se les confiaban. Ha estado vigente hasta hace poco el nombre de cartularios, de la palabra carta, que significaba en lo antiguo toda especie de escritura o instrumento y más especialmente los actuarii que "redactaban las actas púbicas y las decisiones o decretos de los jueces". Se llamaban igualmente secretarios no porque lo fueran de los jueces y magistrados, cuyas órdenes y decretos redactaban, sino por razón del secreto que debían guardar en el desempeño de su oficio. La denominación de notarios ha estado y está siempre en uso por las notas o minutas que toman de lo que las partes tratan en su presencia a fin de ordenar luego y extender con la solemnidad y cláusulas de estilo los instrumentos.
A partir del siglo XVI y conforme aumenta la complejidad de los procesos judiciales, surge un género literario para guiar a los escribanos en su oficio mediante manuales, diccionarios o formularios. Sus autores eran, por lo general, escribanos expertos en la práctica procesal como Gabriel de Monterroso y Alvarado en el siglo XVI, Manuel Fernández de Ayala y José Juan y Colom en los siglos XVII y XVIII y José Febrero, que en 1769 recoge toda la práctica procesal de la época.
Los Escribanos de actuaciones se crean con la Ley Orgánica del Poder Judicial de 15 de septiembre de 1870, a los que se les encomienda "entender fielmente y autorizar con su firma las actuaciones, providencias, autos y sentencias que pasen ante ellos".
Los Escribanos pasaron a denominarse Secretarios Judiciales por el Real Decreto de 1 de junio de 1911, los cuales, a partir del año 2015, pasaron a llamarse Letrados de la Administración de Justicia con la reforma de la Ley Orgánica del Poder Judicial.

#### Tipos de escribanos públicos
- Escribanos reales, los que podían ejercer su profesión en todo el reino, menos donde los haya numerarios.
- Escribanos numerarios, los que solo podían ejercer su oficio en el pueblo o distrito a que estaban asignados, pero lo ejercen allí con exclusión de otros cualesquiera, y se llaman numerarios por ser fijo y determinado el número de los que hay en cada punto.
- Escribano de ayuntamiento o de concejo, el encargado de asistir a las juntas o sesiones de un ayuntamiento o concejo y autorizar sus acuerdos o resoluciones.
- Escribano de cámara, uno de los oficios de Corte. También denominaba al que asistía a las salas de las audiencias o de un tribunal supremo para la sustanciación de los negocios o para recibir los pedimentos y expedientes, dar cuenta de ellos, extender los autos o decretos y expedir los despachos o provisiones.[12]
- Escribano de guerra, el escribano público que con despacho oficial actuaba en los juzgados oficiales.
- Escribano de marina, el escribano público que con despacho del director general de la armada entendía en los asuntos de este ramo.
- Escribano de molde, una forma de denominar a un impresor.

## Actualidad
En algunos países sigue utilizándose el título de Escribano.

### Argentina
En Argentina existe el cargo de Escribano Público, con la misma actividad que la profesión de Notario en otros países. Para acceder a la función notarial, se deberá obtener título de abogado y luego someterse a un concurso de oposición y antecedentes tras el cual, de resultar airoso, quedará habilitado para matricularse como escribano. Posteriormente, según el puntaje obtenido en dicho concurso y la cantidad de registros vacantes disponibles, podrá ser investido como escribano adscripto o asumir como titular de un Registro Notarial.
No pueden mantenerse activas simultáneamente la matrícula de escribano con la de abogado. Para asumir la primera, la segunda deberá renunciarse o ser suspendida.
Existen colegios de escribanos en cada provincia y en la ciudad autónoma de Buenos Aires, los que regulan a los escribanos de dicha región.
Los escribanos celebran su día el 2 de octubre.

### Paraguay
Igualmente se utiliza este título de Escribano en Paraguay.
El notario o escribano público es un profesional del derecho, depositario de la fe pública, que ejerce sus funciones como titular de un registro dentro de la demarcación geográfica a la cual pertenece el mismo. Es decir, el escribano no ejerce libremente, sino que el egresado de una universidad deberá ser habilitado posteriormente a través de un registro, el cual estará creado, numerado y concedido a través de la ley y los órganos que esta disponga. A partir de ese
momento el notario pasa a ser escribano público y está facultado a realizar la función fedataria
Los notarios y escribanos públicos interesados en obtener el usufructo de un Registro Notarial deberán solicitar su inscripción al concurso de oposición, previo cumplimiento de lo establecido en el artículo 102 del Código de Organización Judicial, ante la Corte Suprema de Justicia, una vez que la misma haya publicado el llamado correspondiente. La asociación que nuclea a los profesionales es el Colegio de Escribanos del Paraguay.

### Uruguay
En Uruguay se expide el título de Escribano Público, expedido por:
- Facultad de Derecho de la Universidad de la República
- Facultad de Derecho de la Universidad Católica
- Facultad de Derecho de la Universidad de Montevideo
- Facultad de Ciencias Jurídicas de la Universidad de la Empresa
- Facultad de Derecho Universidad CLAEH (Centro Latinoamericano de Economía Humana) en Punta del Este.

Antes de ser autorizados a ejercer, los egresados de la carrera deben prestar juramento ante la Suprema Corte de Justicia.
Los egresados de la carrera de escribanía se agrupan dentro de la Asociación de Escribanos del Uruguay. 